# Yinzi (köpinghuvudort i Kina, Shandong Sheng, lat 37,21, long 122,31)
Yinzi (kinesiska: 荫子, 荫子镇) är en köpinghuvudort i Kina. Den ligger i provinsen Shandong, i den östra delen av landet, omkring 480 kilometer öster om provinshuvudstaden Jinan. Antalet invånare är 11 914. Befolkningen består av 5 792 kvinnor och 6 122 män. Barn under 15 år utgör 5,0 %, vuxna 15-64 år 72 %, och äldre över 65 år 21,0 %.
Runt Yinzi är det tätbefolkat, med 411 invånare per kvadratkilometer. Närmaste större samhälle är Yatou, 12,8 km sydost om Yinzi. Trakten runt Yinzi består till största delen av jordbruksmark.
Genomsnittlig årsnederbörd är 717 millimeter. Den regnigaste månaden är juli, med i genomsnitt 210 mm nederbörd, och den torraste är januari, med 14 mm nederbörd.